# Kangwŏn-do
Kangwŏn-do (Koreaans: 강원도) is een provincie in Noord-Korea.
Kangwŏn-do telt 1.474.225 inwoners. De oppervlakte bedraagt 11.255 km², de bevolkingsdichtheid is 131 inwoners per km².
De oude provincie Kangwŏn-do is opgedeeld tijdens de Korea-oorlog. Het zuidelijke deel ligt in Zuid-Korea, die in het Koreaans dezelfde naam draagt maar een andere transcriptie heeft: Gangwon-do.

## Bestuurlijke indeling
De provincie Kangwŏn-do bestaat uit 2 steden en 15 districten. Sinds 2002 is de toeristische regio Kŭmgang-san van de districten Kosŏng en Tongch'ŏn afgesplitst.

### Steden
- Munchŏn-si (문천시; 文川市)
- Wŏnsan-si (원산시; 元山市)

### Districten
- Anbyŏn-gun (안변군 安邊郡)
- Ch'angdo-gun (창도군 昌道郡)
- Ch'ŏrwŏn-gun (철원군 鐵原郡)
- Ch'ŏnnae-gun (천내군 川內郡)
- Hoeyang-gun (회양군 淮陽郡)
- Ich'ŏn-gun (이천군 伊川郡)
- Kimhwa-gun (김화군 金化郡)
- Kosan-gun (고산군 高山郡)
- Kosŏng-gun (고성군 固城郡)
- Kŭmgang-gun (금강군 金剛郡)
- P'an'gyo-gun (판교군 板橋郡)
- Pŏptong-gun (법동군 法洞郡)
- Pyŏnggang-gun (평강군 平康郡)
- Sep'o-gun (세포군 洗浦郡)
- T'ongch'ŏn-gun (통천군 通川郡)